# Incontri ufficiali della nazionale maschile di calcio della Spagna dal 2001
Di seguito, la cronologia degli incontri ufficiali disputati dalla nazionale di calcio della Spagna dal 2001 in poi.

## Partite dal 2001 al 2010
| Cronologia completa delle presenze e delle reti in nazionale ― Spagna | Cronologia completa delle presenze e delle reti in nazionale ― Spagna | Cronologia completa delle presenze e delle reti in nazionale ― Spagna | Cronologia completa delle presenze e delle reti in nazionale ― Spagna | Cronologia completa delle presenze e delle reti in nazionale ― Spagna | Cronologia completa delle presenze e delle reti in nazionale ― Spagna | Cronologia completa delle presenze e delle reti in nazionale ― Spagna          | Cronologia completa delle presenze e delle reti in nazionale ― Spagna |
| Data                                                                  | Città                                                                 | In casa                                                               | Risultato                                                             | Ospiti                                                                | Competizione                                                          | Reti                                                                           | Note                                                                  |
| --------------------------------------------------------------------- | --------------------------------------------------------------------- | --------------------------------------------------------------------- | --------------------------------------------------------------------- | --------------------------------------------------------------------- | --------------------------------------------------------------------- | ------------------------------------------------------------------------------ | --------------------------------------------------------------------- |
| 28-2-2001                                                             | Birmingham                                                            | Inghilterra                                                           | 3 – 0                                                                 | Spagna                                                                | Amichevole                                                            | -                                                                              | All:J. Camacho Cap:A. Fernández                                       |
| 24-3-2001                                                             | Alicante                                                              | Spagna                                                                | 5 – 0                                                                 | Liechtenstein                                                         | Qual. Mondiali 2002                                                   | Iván Helguera 2 Gaizka Mendieta Fernando Hierro Raúl                           | All:J. Camacho Cap:F. Hierro                                          |
| 28-3-2001                                                             | Valencia                                                              | Spagna                                                                | 2 – 1                                                                 | Francia                                                               | Amichevole                                                            | Iván Helguera Fernando Morientes                                               | All:J. Camacho Cap:A. Fernández                                       |
| 25-4-2001                                                             | Cordova                                                               | Spagna                                                                | 1 – 0                                                                 | Giappone                                                              | Amichevole                                                            | Rubén Baraja                                                                   | All:J. Camacho Cap:Sergi Barjuan                                      |
| 2-6-2001                                                              | Oviedo                                                                | Spagna                                                                | 4 – 1                                                                 | Bosnia ed Erzegovina                                                  | Qual. Mondiali 2002                                                   | Fernando Hierro Javi Moreno Raúl Diego Tristán                                 | All:J. Camacho Cap:F. Hierro                                          |
| 6-6-2001                                                              | Ramat Gan                                                             | Israele                                                               | 1 – 1                                                                 | Spagna                                                                | Qual. Mondiali 2002                                                   | Raúl                                                                           | All:J. Camacho Cap:F. Hierro                                          |
| 1-9-2001                                                              | Valencia                                                              | Spagna                                                                | 4 – 0                                                                 | Austria                                                               | Qual. Mondiali 2002                                                   | Diego Tristán 2 Fernando Morientes Gaizka Mendieta                             | All:J. Camacho Cap:F. Hierro                                          |
| 5-9-2001                                                              | Vaduz                                                                 | Liechtenstein                                                         | 0 – 2                                                                 | Spagna                                                                | Amichevole                                                            | Raúl Miguel Ángel Nadal                                                        | All:J. Camacho Cap:F. Hierro                                          |
| 14-11-2001                                                            | Huelva                                                                | Spagna                                                                | 1 – 0                                                                 | Messico                                                               | Amichevole                                                            | Raúl                                                                           | All:J. Camacho Cap:F. Hierro                                          |
| 13-2-2002                                                             | Barcellona                                                            | Spagna                                                                | 1 – 1                                                                 | Portogallo                                                            | Amichevole                                                            | Fernando Morientes                                                             | All:J. Camacho Cap:F. Hierro                                          |
| 27-3-2002                                                             | Rotterdam                                                             | Paesi Bassi                                                           | 1 – 0                                                                 | Spagna                                                                | Amichevole                                                            | -                                                                              | All:J. Camacho Cap:F. Hierro                                          |
| 17-4-2002                                                             | Belfast                                                               | Irlanda del Nord                                                      | 0 – 5                                                                 | Spagna                                                                | Amichevole                                                            | 2 Raúl Rubén Baraja Carles Puyol Fernando Morientes                            | All:J. Camacho Cap:F. Hierro                                          |
| 2-6-2002                                                              | Gwangju                                                               | Spagna                                                                | 3 – 1                                                                 | Slovenia                                                              | Mondiali 2002 - 1º Turno                                              | Raúl Juan Carlos Valerón Fernando Hierro                                       | All:J. Camacho Cap:F. Hierro                                          |
| 7-6-2002                                                              | Jeonju                                                                | Spagna                                                                | 3 – 1                                                                 | Paraguay                                                              | Mondiali 2002 - 1º Turno                                              | 2 Fernando Morientes Fernando Hierro                                           | All:J. Camacho Cap:F. Hierro                                          |
| 12-6-2002                                                             | Daejeon                                                               | Sudafrica                                                             | 2 – 3                                                                 | Spagna                                                                | Mondiali 2002 - 1º Turno                                              | 2 Raúl Gaizka Mendieta                                                         | All:J. Camacho Cap:F. Hierro                                          |
| 16-6-2002                                                             | Suwon                                                                 | Spagna                                                                | 1 – 1 dts (3-2 dtr)                                                   | Irlanda                                                               | Mondiali 2002 - Ottavi                                                | Fernando Morientes                                                             | All:J. Camacho Cap:F. Hierro                                          |
| 22-6-2002                                                             | Gwangju                                                               | Spagna                                                                | 0 – 0 dts (3-5 dtr)                                                   | Corea del Sud                                                         | Mondiali 2002 - Quarti                                                | -                                                                              | All:J. Camacho Cap:F. Hierro                                          |
| 21-8-2002                                                             | Budapest                                                              | Ungheria                                                              | 1 – 1                                                                 | Spagna                                                                | Amichevole                                                            | Raúl Tamudo                                                                    | All:I. Sáez Cap:Raúl                                                  |
| 7-9-2002                                                              | Atene                                                                 | Grecia                                                                | 0 – 2                                                                 | Spagna                                                                | Qual. Euro 2004                                                       | Raúl Juan Carlos Valerón                                                       | All:I. Sáez Cap:Raúl                                                  |
| 12-10-2002                                                            | Albacete                                                              | Spagna                                                                | 3 – 0                                                                 | Irlanda del Nord                                                      | Qual. Euro 2004                                                       | 2 Rubén Baraja Guti                                                            | All:I. Sáez Cap:Raúl                                                  |
| 16-10-2002                                                            | Logroño                                                               | Spagna                                                                | 0 – 0                                                                 | Paraguay                                                              | Amichevole                                                            | -                                                                              | All:I. Sáez Cap:G. Mendieta                                           |
| 20-11-2002                                                            | Granada                                                               | Spagna                                                                | 1 – 0                                                                 | Bulgaria                                                              | Amichevole                                                            | José Mari                                                                      | All:I. Sáez Cap:G. Mendieta                                           |
| 12-2-2003                                                             | Palma di Maiorca                                                      | Spagna                                                                | 3 – 1                                                                 | Germania                                                              | Amichevole                                                            | 2 Raúl Guti                                                                    | All:I. Sáez Cap:Raúl                                                  |
| 29-3-2003                                                             | Kiev                                                                  | Ucraina                                                               | 2 – 2                                                                 | Spagna                                                                | Qual. Euro 2004                                                       | Raúl Joseba Etxeberria                                                         | All:I. Sáez Cap:Raúl                                                  |
| 2-4-2003                                                              | León                                                                  | Spagna                                                                | 3 – 0                                                                 | Armenia                                                               | Qual. Euro 2004                                                       | Diego Tristán Iván Helguera Joaquín                                            | All:I. Sáez Cap:Raúl                                                  |
| 30-4-2003                                                             | Madrid                                                                | Spagna                                                                | 4 – 0                                                                 | Ecuador                                                               | Amichevole                                                            | Javier de Pedro 3 Fernando Morientes                                           | All:I. Sáez Cap:S. Cañizares                                          |
| 7-6-2003                                                              | Saragozza                                                             | Spagna                                                                | 0 – 1                                                                 | Grecia                                                                | Qual. Euro 2004                                                       | -                                                                              | All:I. Sáez Cap:Raúl                                                  |
| 11-6-2003                                                             | Belfast                                                               | Irlanda del Nord                                                      | 0 – 0                                                                 | Spagna                                                                | Qual. Euro 2004                                                       | -                                                                              | All:I. Sáez Cap:Raúl                                                  |
| 6-9-2003                                                              | Guimarães                                                             | Portogallo                                                            | 0 – 3                                                                 | Spagna                                                                | Amichevole                                                            | Joseba Etxeberria Joaquín Diego Tristán                                        | All:I. Sáez Cap:Raúl                                                  |
| 10-9-2003                                                             | Elche                                                                 | Spagna                                                                | 2 – 1                                                                 | Ucraina                                                               | Qual. Euro 2004                                                       | 2 Raúl                                                                         | All:I. Sáez Cap:Raúl                                                  |
| 11-10-2003                                                            | Erevan                                                                | Armenia                                                               | 0 – 4                                                                 | Spagna                                                                | Qual. Euro 2004                                                       | Juan Carlos Valerón Raúl 2 José Antonio Reyes                                  | All:I. Sáez Cap:Raúl                                                  |
| 15-11-2003                                                            | Valencia                                                              | Spagna                                                                | 2 – 1                                                                 | Norvegia                                                              | Qual. Euro 2004                                                       | Raúl autorete                                                                  | All:I. Sáez Cap:Raúl                                                  |
| 19-11-2003                                                            | Oslo                                                                  | Norvegia                                                              | 0 – 3                                                                 | Spagna                                                                | Qual. Euro 2004                                                       | Raúl Vicente Rodríguez Joseba Etxeberria                                       | All:I. Sáez Cap:Raúl                                                  |
| 18-2-2004                                                             | Barcellona                                                            | Spagna                                                                | 2 – 1                                                                 | Perù                                                                  | Amichevole                                                            | Joseba Etxeberria Rubén Baraja                                                 | All:I. Sáez Cap:Raúl                                                  |
| 31-3-2004                                                             | Gijón                                                                 | Spagna                                                                | 2 – 0                                                                 | Danimarca                                                             | Amichevole                                                            | Fernando Morientes Raúl                                                        | All:I. Sáez Cap:J. Etxeberria                                         |
| 28-4-2004                                                             | Genova                                                                | Italia                                                                | 1 – 1                                                                 | Spagna                                                                | Amichevole                                                            | Fernando Torres                                                                | All:I. Sáez Cap:Raúl                                                  |
| 5-6-2004                                                              | Getafe                                                                | Spagna                                                                | 4 – 0                                                                 | Andorra                                                               | Amichevole                                                            | Fernando Morientes Rubén Baraja César Martín Juan Carlos Valerón               | All:I. Sáez Cap:Raúl                                                  |
| 12-6-2004                                                             | Faro                                                                  | Russia                                                                | 0 – 1                                                                 | Spagna                                                                | Euro 2004 - 1º Turno                                                  | Juan Carlos Valerón                                                            | All:I. Sáez Cap:Raúl                                                  |
| 16-6-2004                                                             | Porto                                                                 | Grecia                                                                | 1 – 1                                                                 | Spagna                                                                | Euro 2004 - 1º Turno                                                  | Fernando Morientes                                                             | All:I. Sáez Cap:Raúl                                                  |
| 20-6-2004                                                             | Lisbona                                                               | Spagna                                                                | 0 – 1                                                                 | Portogallo                                                            | Euro 2004 - 1º Turno                                                  | -                                                                              | All:I. Sáez Cap:Raúl                                                  |
| 18-8-2004                                                             | Las Palmas de Gran Canaria                                            | Spagna                                                                | 3 – 2                                                                 | Venezuela                                                             | Amichevole                                                            | Fernando Morientes 2 Raúl Tamudo                                               | All:L. Aragonés Cap:Raúl                                              |
| 3-9-2004                                                              | Valencia                                                              | Spagna                                                                | 1 – 1                                                                 | Scozia                                                                | Amichevole                                                            | Raúl                                                                           | All:L. Aragonés Cap:I. Casillas                                       |
| 8-9-2004                                                              | Zenica                                                                | Bosnia ed Erzegovina                                                  | 1 – 1                                                                 | Spagna                                                                | Qual. Mondiali 2006                                                   | Vicente Rodríguez                                                              | All:L. Aragonés Cap:Raúl                                              |
| 9-10-2004                                                             | Santander                                                             | Spagna                                                                | 2 – 0                                                                 | Belgio                                                                | Qual. Mondiali 2006                                                   | Albert Luque Raúl                                                              | All:L. Aragonés Cap:Raúl                                              |
| 13-10-2004                                                            | Vilnius                                                               | Lituania                                                              | 0 – 0                                                                 | Spagna                                                                | Qual. Mondiali 2006                                                   | -                                                                              | All:L. Aragonés Cap:Raúl                                              |
| 17-11-2004                                                            | Madrid                                                                | Spagna                                                                | 1 – 0                                                                 | Inghilterra                                                           | Amichevole                                                            | Asier del Horno                                                                | All:L. Aragonés Cap:Raúl                                              |
| 9-2-2005                                                              | Almería                                                               | Spagna                                                                | 5 – 0                                                                 | San Marino                                                            | Qual. Mondiali 2006                                                   | Joaquín Fernando Torres Raúl Guti Asier del Horno                              | All:L. Aragonés Cap:Raúl                                              |
| 26-3-2005                                                             | Salamanca                                                             | Spagna                                                                | 3 – 0                                                                 | Cina                                                                  | Amichevole                                                            | Fernando Torres Xavi Joaquín                                                   | All:L. Aragonés Cap:I. Casillas                                       |
| 30-3-2005                                                             | Belgrado                                                              | Serbia e Montenegro                                                   | 0 – 0                                                                 | Spagna                                                                | Qual. Mondiali 2006                                                   | -                                                                              | All:L. Aragonés Cap:I. Casillas                                       |
| 4-6-2005                                                              | Valencia                                                              | Spagna                                                                | 1 – 0                                                                 | Lituania                                                              | Qual. Mondiali 2006                                                   | Albert Luque                                                                   | All:L. Aragonés Cap:Raúl                                              |
| 8-6-2005                                                              | Valencia                                                              | Spagna                                                                | 1 – 1                                                                 | Bosnia ed Erzegovina                                                  | Qual. Mondiali 2006                                                   | Carlos Marchena                                                                | All:L. Aragonés Cap:Raúl                                              |
| 17-8-2005                                                             | Gijón                                                                 | Spagna                                                                | 2 – 0                                                                 | Uruguay                                                               | Amichevole                                                            | autorete Vicente Rodríguez                                                     | All:L. Aragonés Cap:Raúl                                              |
| 3-9-2005                                                              | Santander                                                             | Spagna                                                                | 2 – 1                                                                 | Canada                                                                | Amichevole                                                            | Raúl Tamudo Fernando Morientes                                                 | All:L. Aragonés Cap:F. Torres                                         |
| 7-9-2005                                                              | Madrid                                                                | Spagna                                                                | 1 – 1                                                                 | Serbia e Montenegro                                                   | Qual. Mondiali 2006                                                   | Raúl                                                                           | All:L. Aragonés Cap:Raúl                                              |
| 8-10-2005                                                             | Bruxelles                                                             | Belgio                                                                | 0 – 2                                                                 | Spagna                                                                | Qual. Mondiali 2006                                                   | 2 Fernando Torres                                                              | All:L. Aragonés Cap:Raúl                                              |
| 12-10-2005                                                            | Serravalle                                                            | San Marino                                                            | 0 – 6                                                                 | Spagna                                                                | Qual. Mondiali 2006                                                   | Antonio López 3 Fernando Torres 2 Sergio Ramos                                 | All:L. Aragonés Cap:Raúl                                              |
| 12-11-2005                                                            | Madrid                                                                | Spagna                                                                | 5 – 1                                                                 | Slovacchia                                                            | Qual. Mondiali 2006                                                   | 3 Luis García Fernando Torres Fernando Morientes                               | All:L. Aragonés Cap:Raúl                                              |
| 16-11-2005                                                            | Bratislava                                                            | Slovacchia                                                            | 1 – 1                                                                 | Spagna                                                                | Qual. Mondiali 2006                                                   | David Villa                                                                    | All:L. Aragonés Cap:Raúl                                              |
| 1-3-2006                                                              | Valladolid                                                            | Spagna                                                                | 3 – 2                                                                 | Costa d'Avorio                                                        | Amichevole                                                            | David Villa José Antonio Reyes Juanito                                         | All:L. Aragonés Cap:I. Casillas                                       |
| 27-5-2006                                                             | Albacete                                                              | Spagna                                                                | 0 – 0                                                                 | Russia                                                                | Amichevole                                                            | -                                                                              | All:L. Aragonés Cap:I. Casillas                                       |
| 3-6-2006                                                              | Elche                                                                 | Spagna                                                                | 2 – 0                                                                 | Egitto                                                                | Amichevole                                                            | Raúl José Antonio Reyes                                                        | All:L. Aragonés Cap:Raúl                                              |
| 7-6-2006                                                              | Lancy                                                                 | Croazia                                                               | 1 – 2                                                                 | Spagna                                                                | Amichevole                                                            | Mariano Pernía Fernando Torres                                                 | All:L. Aragonés Cap:Raúl                                              |
| 14-6-2006                                                             | Lipsia                                                                | Spagna                                                                | 4 – 0                                                                 | Ucraina                                                               | Mondiali 2006 - 1º Turno                                              | Xabi Alonso 2 David Villa Fernando Torres                                      | All:L. Aragonés Cap:I. Casillas                                       |
| 19-6-2006                                                             | Stoccarda                                                             | Spagna                                                                | 3 – 1                                                                 | Tunisia                                                               | Mondiali 2006 - 1º Turno                                              | Raúl 2 Fernando Torres                                                         | All:L. Aragonés Cap:I. Casillas                                       |
| 23-6-2006                                                             | Kaiserslautern                                                        | Arabia Saudita                                                        | 0 – 1                                                                 | Spagna                                                                | Mondiali 2006 - 1º Turno                                              | Juanito                                                                        | All:L. Aragonés Cap:Raúl                                              |
| 27-6-2006                                                             | Hannover                                                              | Spagna                                                                | 1 – 3                                                                 | Francia                                                               | Mondiali 2006 - Ottavi                                                | David Villa                                                                    | All:L. Aragonés Cap:Raúl                                              |
| 15-8-2006                                                             | Reykjavík                                                             | Islanda                                                               | 0 – 0                                                                 | Spagna                                                                | Amichevole                                                            | -                                                                              | All:L. Aragonés Cap:Raúl                                              |
| 2-9-2006                                                              | Badajoz                                                               | Spagna                                                                | 4 – 0                                                                 | Liechtenstein                                                         | Qual. Euro 2008                                                       | Fernando Torres 2 David Villa Luis García                                      | All:L. Aragonés Cap:Raúl                                              |
| 6-9-2006                                                              | Belfast                                                               | Irlanda del Nord                                                      | 3 – 2                                                                 | Spagna                                                                | Qual. Euro 2008                                                       | Xavi David Villa                                                               | All:L. Aragonés Cap:Raúl                                              |
| 7-10-2006                                                             | Solna                                                                 | Svezia                                                                | 2 – 0                                                                 | Spagna                                                                | Qual. Euro 2008                                                       | -                                                                              | All:L. Aragonés Cap:I. Casillas                                       |
| 11-10-2006                                                            | Murcia                                                                | Spagna                                                                | 2 – 1                                                                 | Argentina                                                             | Amichevole                                                            | Xavi David Villa                                                               | All:L. Aragonés Cap:D. Albelda                                        |
| 15-11-2006                                                            | Cadice                                                                | Spagna                                                                | 0 – 1                                                                 | Romania                                                               | Amichevole                                                            | -                                                                              | All:L. Aragonés Cap:I. Casillas                                       |
| 7-2-2007                                                              | Manchester                                                            | Inghilterra                                                           | 0 – 1                                                                 | Spagna                                                                | Amichevole                                                            | Andrés Iniesta                                                                 | All:L. Aragonés Cap:I. Casillas                                       |
| 24-3-2007                                                             | Madrid                                                                | Spagna                                                                | 2 – 1                                                                 | Danimarca                                                             | Qual. Euro 2008                                                       | Fernando Morientes David Villa                                                 | All:L. Aragonés Cap:I. Casillas                                       |
| 28-3-2007                                                             | Palma di Maiorca                                                      | Spagna                                                                | 1 – 0                                                                 | Islanda                                                               | Qual. Euro 2008                                                       | Andrés Iniesta                                                                 | All:L. Aragonés Cap:I. Casillas                                       |
| 2-6-2007                                                              | Riga                                                                  | Lettonia                                                              | 0 – 2                                                                 | Spagna                                                                | Qual. Euro 2008                                                       | David Villa Xavi                                                               | All:L. Aragonés Cap:I. Casillas                                       |
| 6-6-2007                                                              | Vaduz                                                                 | Liechtenstein                                                         | 0 – 2                                                                 | Spagna                                                                | Qual. Euro 2008                                                       | 2 David Villa                                                                  | All:L. Aragonés Cap:Joaquín                                           |
| 22-8-2007                                                             | Salonicco                                                             | Grecia                                                                | 2 – 3                                                                 | Spagna                                                                | Amichevole                                                            | Carlos Marchena 2 David Silva                                                  | All:L. Aragonés Cap:Xavi                                              |
| 8-9-2007                                                              | Reykjavík                                                             | Islanda                                                               | 1 – 1                                                                 | Spagna                                                                | Qual. Euro 2008                                                       | Andrés Iniesta                                                                 | All:L. Aragonés Cap:I. Casillas                                       |
| 12-9-2007                                                             | Oviedo                                                                | Spagna                                                                | 2 – 0                                                                 | Lettonia                                                              | Qual. Euro 2008                                                       | Xavi Fernando Torres                                                           | All:L. Aragonés Cap:I. Casillas                                       |
| 13-10-2007                                                            | Århus                                                                 | Danimarca                                                             | 1 – 3                                                                 | Spagna                                                                | Qual. Euro 2008                                                       | Raúl Tamudo Sergio Ramos Albert Riera                                          | All:L. Aragonés Cap:I. Casillas                                       |
| 17-10-2007                                                            | Helsinki                                                              | Finlandia                                                             | 0 – 0                                                                 | Spagna                                                                | Amichevole                                                            | -                                                                              | All:L. Aragonés Cap:C. Puyol                                          |
| 17-11-2007                                                            | Madrid                                                                | Spagna                                                                | 3 – 0                                                                 | Svezia                                                                | Qual. Euro 2008                                                       | Joan Capdevila Andrés Iniesta Sergio Ramos                                     | All:L. Aragonés Cap:I. Casillas                                       |
| 21-11-2007                                                            | Las Palmas de Gran Canaria                                            | Spagna                                                                | 1 – 0                                                                 | Irlanda del Nord                                                      | Qual. Euro 2008                                                       | Xavi                                                                           | All:L. Aragonés Cap:Xavi                                              |
| 6-2-2008                                                              | Malaga                                                                | Spagna                                                                | 1 – 0                                                                 | Francia                                                               | Amichevole                                                            | Joan Capdevila                                                                 | All:L. Aragonés Cap:I. Casillas                                       |
| 26-3-2008                                                             | Elche                                                                 | Spagna                                                                | 1 – 0                                                                 | Italia                                                                | Amichevole                                                            | David Villa                                                                    | All:L. Aragonés Cap:I. Casillas                                       |
| 31-5-2008                                                             | Huelva                                                                | Spagna                                                                | 2 – 1                                                                 | Perù                                                                  | Amichevole                                                            | David Villa Joan Capdevila                                                     | All:L. Aragonés Cap:I. Casillas                                       |
| 4-6-2008                                                              | Santander                                                             | Spagna                                                                | 1 – 0                                                                 | Stati Uniti                                                           | Amichevole                                                            | Xavi                                                                           | All:L. Aragonés Cap:I. Casillas                                       |
| 10-6-2008                                                             | Innsbruck                                                             | Spagna                                                                | 4 – 1                                                                 | Russia                                                                | Euro 2008 - 1º Turno                                                  | 3 David Villa Cesc Fàbregas                                                    | All:L. Aragonés Cap:I. Casillas                                       |
| 14-6-2008                                                             | Innsbruck                                                             | Svezia                                                                | 1 – 2                                                                 | Spagna                                                                | Euro 2008 - 1º Turno                                                  | Fernando Torres David Villa                                                    | All:L. Aragonés Cap:I. Casillas                                       |
| 18-6-2008                                                             | Salisburgo                                                            | Grecia                                                                | 1 – 2                                                                 | Spagna                                                                | Euro 2008 - 1º Turno                                                  | Rubén de la Red Daniel Güiza                                                   | All:L. Aragonés Cap:X. Alonso                                         |
| 22-6-2008                                                             | Vienna                                                                | Spagna                                                                | 0 – 0 dts (4-2 dtr)                                                   | Italia                                                                | Euro 2008 - Quarti                                                    | -                                                                              | All:L. Aragonés Cap:I. Casillas                                       |
| 26-6-2008                                                             | Vienna                                                                | Russia                                                                | 0 – 3                                                                 | Spagna                                                                | Euro 2008 - Semifinale                                                | Xavi Daniel Güiza David Silva                                                  | All:L. Aragonés Cap:I. Casillas                                       |
| 29-6-2008                                                             | Vienna                                                                | Germania                                                              | 0 – 1                                                                 | Spagna                                                                | Euro 2008 - Finale                                                    | Fernando Torres                                                                | 2º titolo europeo All:L. Aragonés Cap:I. Casillas                     |
| 20-8-2008                                                             | Copenaghen                                                            | Danimarca                                                             | 0 – 3                                                                 | Spagna                                                                | Amichevole                                                            | 2 Xabi Alonso Xavi                                                             | All:V. Del Bosque Cap:I. Casillas                                     |
| 6-9-2008                                                              | Murcia                                                                | Spagna                                                                | 1 – 0                                                                 | Bosnia ed Erzegovina                                                  | Qual. Mondiali 2010                                                   | David Villa                                                                    | All:V. Del Bosque Cap:I. Casillas                                     |
| 10-9-2008                                                             | Albacete                                                              | Spagna                                                                | 4 – 0                                                                 | Armenia                                                               | Qual. Mondiali 2010                                                   | Joan Capdevila 2 David Villa Marcos Senna                                      | All:V. Del Bosque Cap:I. Casillas                                     |
| 11-10-2008                                                            | Tallinn                                                               | Estonia                                                               | 0 – 3                                                                 | Spagna                                                                | Qual. Mondiali 2010                                                   | Juanito David Villa Carles Puyol                                               | All:V. Del Bosque Cap:I. Casillas                                     |
| 15-10-2008                                                            | Bruxelles                                                             | Belgio                                                                | 1 – 2                                                                 | Spagna                                                                | Qual. Mondiali 2010                                                   | Andrés Iniesta David Villa                                                     | All:V. Del Bosque Cap:I. Casillas                                     |
| 19-11-2008                                                            | Vila-real                                                             | Spagna                                                                | 3 – 0                                                                 | Cile                                                                  | Amichevole                                                            | David Villa Fernando Torres Santi Cazorla                                      | All:V. Del Bosque Cap:I. Casillas                                     |
| 11-2-2009                                                             | Siviglia                                                              | Spagna                                                                | 2 – 0                                                                 | Inghilterra                                                           | Amichevole                                                            | David Villa Fernando Llorente                                                  | All:V. Del Bosque Cap:I. Casillas                                     |
| 28-3-2009                                                             | Madrid                                                                | Spagna                                                                | 1 – 0                                                                 | Turchia                                                               | Qual. Mondiali 2010                                                   | Gerard Piqué                                                                   | All:V. Del Bosque Cap:I. Casillas                                     |
| 1-4-2009                                                              | Istanbul                                                              | Turchia                                                               | 1 – 2                                                                 | Spagna                                                                | Qual. Mondiali 2010                                                   | Xabi Alonso Albert Riera                                                       | All:V. Del Bosque Cap:I. Casillas                                     |
| 9-6-2009                                                              | Baku                                                                  | Azerbaigian                                                           | 0 – 6                                                                 | Spagna                                                                | Amichevole                                                            | 3 David Villa Albert Riera Daniel Güiza Fernando Torres                        | All:V. Del Bosque Cap:I. Casillas                                     |
| 14-6-2009                                                             | Rustenburg                                                            | Nuova Zelanda                                                         | 0 – 5                                                                 | Spagna                                                                | Conf. Cup 2009 - 1º turno                                             | 3 Fernando Torres Cesc Fàbregas David Villa                                    | All:V. Del Bosque Cap:I. Casillas                                     |
| 17-6-2009                                                             | Bloemfontein                                                          | Spagna                                                                | 1 – 0                                                                 | Iraq                                                                  | Conf. Cup 2009 - 1º turno                                             | David Villa                                                                    | All:V. Del Bosque Cap:I. Casillas                                     |
| 20-6-2009                                                             | Bloemfontein                                                          | Spagna                                                                | 2 – 0                                                                 | Sudafrica                                                             | Conf. Cup 2009 - 1º turno                                             | David Villa Fernando Llorente                                                  | All:V. Del Bosque Cap:C. Puyol                                        |
| 24-6-2009                                                             | Bloemfontein                                                          | Spagna                                                                | 0 – 2                                                                 | Stati Uniti                                                           | Conf. Cup 2009 - Semifinale                                           | -                                                                              | All:V. Del Bosque Cap:I. Casillas                                     |
| 28-6-2009                                                             | Rustenburg                                                            | Spagna                                                                | 3 – 2 dts                                                             | Sudafrica                                                             | Conf. Cup 2009 - Finale 3º posto                                      | 2 Daniel Güiza Xabi Alonso                                                     | All:V. Del Bosque Cap:I. Casillas                                     |
| 12-8-2009                                                             | Skopje                                                                | Macedonia                                                             | 2 – 3                                                                 | Spagna                                                                | Amichevole                                                            | Fernando Torres Gerard Piqué Albert Riera                                      | All:V. Del Bosque Cap:C. Puyol                                        |
| 5-9-2009                                                              | La Coruña                                                             | Spagna                                                                | 5 – 0                                                                 | Belgio                                                                | Qual. Mondiali 2010                                                   | 2 David Silva 2 David Villa Gerard Piqué                                       | All:V. Del Bosque Cap:I. Casillas                                     |
| 9-9-2009                                                              | Mérida                                                                | Spagna                                                                | 3 – 0                                                                 | Estonia                                                               | Qual. Mondiali 2010                                                   | Cesc Fàbregas Santi Cazorla Juan Manuel Mata                                   | All:V. Del Bosque Cap:I. Casillas                                     |
| 10-10-2009                                                            | Erevan                                                                | Armenia                                                               | 1 – 2                                                                 | Spagna                                                                | Qual. Mondiali 2010                                                   | Cesc Fàbregas Juan Manuel Mata                                                 | All:V. Del Bosque Cap:Xavi                                            |
| 14-10-2009                                                            | Zenica                                                                | Bosnia ed Erzegovina                                                  | 2 – 5                                                                 | Spagna                                                                | Qual. Mondiali 2010                                                   | Gerard Piqué David Silva 2 Álvaro Negredo Juan Manuel Mata                     | All:V. Del Bosque Cap:I. Casillas                                     |
| 14-11-2009                                                            | Madrid                                                                | Spagna                                                                | 2 – 1                                                                 | Argentina                                                             | Amichevole                                                            | 2 Xabi Alonso                                                                  | All:V. Del Bosque Cap:I. Casillas                                     |
| 18-11-2009                                                            | Vienna                                                                | Austria                                                               | 1 – 5                                                                 | Spagna                                                                | Amichevole                                                            | Cesc Fàbregas 2 David Villa Daniel Güiza Pablo Hernández                       | All:V. Del Bosque Cap:I. Casillas                                     |
| 3-3-2010                                                              | Saint-Denis                                                           | Francia                                                               | 0 – 2                                                                 | Spagna                                                                | Amichevole                                                            | David Villa Sergio Ramos                                                       | All:V. Del Bosque Cap:I. Casillas                                     |
| 29-5-2010                                                             | Innsbruck                                                             | Arabia Saudita                                                        | 2 – 3                                                                 | Spagna                                                                | Amichevole                                                            | David Villa Xabi Alonso Fernando Llorente                                      | All:V. Del Bosque Cap:I. Casillas                                     |
| 3-6-2010                                                              | Innsbruck                                                             | Corea del Sud                                                         | 0 – 1                                                                 | Spagna                                                                | Amichevole                                                            | Jesús Navas                                                                    | All:V. Del Bosque Cap:S. Ramos                                        |
| 8-6-2010                                                              | Murcia                                                                | Spagna                                                                | 6 – 0                                                                 | Polonia                                                               | Amichevole                                                            | autorete David Silva Xabi Alonso Cesc Fàbregas Fernando Torres Pedro Rodríguez | All:V. Del Bosque Cap:I. Casillas                                     |
| 16-6-2010                                                             | Durban                                                                | Spagna                                                                | 0 – 1                                                                 | Svizzera                                                              | Mondiali 2010 - 1º turno                                              | -                                                                              | All:V. Del Bosque Cap: I. Casillas                                    |
| 21-6-2010                                                             | Johannesburg                                                          | Spagna                                                                | 2 – 0                                                                 | Honduras                                                              | Mondiali 2010 - 1º turno                                              | 2 David Villa                                                                  | All:V. Del Bosque Cap:I. Casillas                                     |
| 25-6-2010                                                             | Pretoria                                                              | Cile                                                                  | 1 – 2                                                                 | Spagna                                                                | Mondiali 2010 - 1º turno                                              | David Villa Andrés Iniesta                                                     | All:V. Del Bosque Cap: I. Casillas                                    |
| 29-6-2010                                                             | Città del Capo                                                        | Spagna                                                                | 1 – 0                                                                 | Portogallo                                                            | Mondiali 2010 - Ottavi                                                | David Villa                                                                    | All:V. Del Bosque Cap: I. Casillas                                    |
| 3-7-2010                                                              | Johannesburg                                                          | Paraguay                                                              | 0 – 1                                                                 | Spagna                                                                | Mondiali 2010 - Quarti                                                | David Villa                                                                    | All:V. Del Bosque Cap: I. Casillas                                    |
| 7-7-2010                                                              | Durban                                                                | Germania                                                              | 0 – 1                                                                 | Spagna                                                                | Mondiali 2010 - Semifinale                                            | Carles Puyol                                                                   | All:V. Del Bosque Cap: I. Casillas                                    |
| 11-7-2010                                                             | Johannesburg                                                          | Paesi Bassi                                                           | 0 – 1 dts                                                             | Spagna                                                                | Mondiali 2010 - Finale                                                | Andrés Iniesta                                                                 | 1º titolo mondiale All:V. Del Bosque Cap: I. Casillas                 |
| 11-8-2010                                                             | Città del Messico                                                     | Messico                                                               | 1 – 1                                                                 | Spagna                                                                | Amichevole                                                            | David Silva                                                                    | All:V. Del Bosque Cap:I. Casillas                                     |
| 3-9-2010                                                              | Vaduz                                                                 | Liechtenstein                                                         | 0 – 4                                                                 | Spagna                                                                | Qual. Euro 2012                                                       | 2 Fernando Torres David Villa David Silva                                      | All:V. Del Bosque Cap:I. Casillas                                     |
| 7-9-2010                                                              | Buenos Aires                                                          | Argentina                                                             | 4 – 1                                                                 | Spagna                                                                | Amichevole                                                            | Fernando Llorente                                                              | All:V. Del Bosque Cap:X. Alonso                                       |
| 8-10-2010                                                             | Salamanca                                                             | Spagna                                                                | 3 – 1                                                                 | Lituania                                                              | Qual. Euro 2012                                                       | 2 Fernando Llorente David Silva                                                | All:V. Del Bosque Cap:I. Casillas                                     |
| 12-10-2010                                                            | Glasgow                                                               | Scozia                                                                | 2 – 3                                                                 | Spagna                                                                | Qual. Euro 2012                                                       | David Villa Andrés Iniesta Fernando Llorente                                   | All:V. Del Bosque Cap:I. Casillas                                     |
| 17-11-2010                                                            | Lisbona                                                               | Portogallo                                                            | 4 – 0                                                                 | Spagna                                                                | Amichevole                                                            | -                                                                              | All:V. Del Bosque Cap: I. Casillas                                    |
| Totale                                                                |                                                                       | Presenze                                                              | 133                                                                   |                                                                       | Reti                                                                  | 274                                                                            |                                                                       |

## Partite dal 2011 al 2020
| Cronologia completa delle presenze e delle reti in nazionale ― Spagna | Cronologia completa delle presenze e delle reti in nazionale ― Spagna | Cronologia completa delle presenze e delle reti in nazionale ― Spagna | Cronologia completa delle presenze e delle reti in nazionale ― Spagna | Cronologia completa delle presenze e delle reti in nazionale ― Spagna | Cronologia completa delle presenze e delle reti in nazionale ― Spagna | Cronologia completa delle presenze e delle reti in nazionale ― Spagna                    | Cronologia completa delle presenze e delle reti in nazionale ― Spagna |
| Data                                                                  | Città                                                                 | In casa                                                               | Risultato                                                             | Ospiti                                                                | Competizione                                                          | Reti                                                                                     | Note                                                                  |
| --------------------------------------------------------------------- | --------------------------------------------------------------------- | --------------------------------------------------------------------- | --------------------------------------------------------------------- | --------------------------------------------------------------------- | --------------------------------------------------------------------- | ---------------------------------------------------------------------------------------- | --------------------------------------------------------------------- |
| 9-2-2011                                                              | Madrid                                                                | Spagna                                                                | 1 – 0                                                                 | Colombia                                                              | Amichevole                                                            | David Silva                                                                              | All:V. Del Bosque Cap:I. Casillas                                     |
| 25-3-2011                                                             | Granada                                                               | Spagna                                                                | 2 – 1                                                                 | Rep. Ceca                                                             | Qual. Euro 2012                                                       | 2 David Villa                                                                            | All:V. Del Bosque Cap:I. Casillas                                     |
| 29-3-2011                                                             | Kaunas                                                                | Lituania                                                              | 1 – 3                                                                 | Spagna                                                                | Qual. Euro 2012                                                       | Xavi autorete Juan Manuel Mata                                                           | All:V. Del Bosque Cap:I. Casillas                                     |
| 4-6-2011                                                              | Foxborough                                                            | Stati Uniti                                                           | 0 – 4                                                                 | Spagna                                                                | Amichevole                                                            | 2 Santi Cazorla Álvaro Negredo Fernando Torres                                           | All:V. Del Bosque Cap:X. Alonso                                       |
| 7-6-2011                                                              | Puerto La Cruz                                                        | Venezuela                                                             | 0 – 3                                                                 | Spagna                                                                | Amichevole                                                            | David Villa Pedro Rodríguez Xabi Alonso                                                  | All:V. Del Bosque Cap:X. Alonso                                       |
| 10-8-2011                                                             | Bari                                                                  | Italia                                                                | 2 – 1                                                                 | Spagna                                                                | Amichevole                                                            | Xabi Alonso                                                                              | All:V. Del Bosque Cap:I. Casillas                                     |
| 2-9-2011                                                              | San Gallo                                                             | Cile                                                                  | 2 – 3                                                                 | Spagna                                                                | Amichevole                                                            | Andrés Iniesta 2 Cesc Fàbregas                                                           | All:V. Del Bosque Cap:I. Casillas                                     |
| 6-9-2011                                                              | Logroño                                                               | Spagna                                                                | 6 – 0                                                                 | Liechtenstein                                                         | Qual. Euro 2012                                                       | 2 Álvaro Negredo Xavi Sergio Ramos 2 David Villa                                         | All:V. Del Bosque Cap:I. Casillas                                     |
| 7-10-2011                                                             | Praga                                                                 | Rep. Ceca                                                             | 0 – 2                                                                 | Spagna                                                                | Qual. Euro 2012                                                       | Juan Manuel Mata Xabi Alonso                                                             | All:V. Del Bosque Cap:I. Casillas                                     |
| 11-10-2011                                                            | Alicante                                                              | Spagna                                                                | 3 – 1                                                                 | Scozia                                                                | Qual. Euro 2012                                                       | 2 David Silva David Villa                                                                | All:V. Del Bosque Cap:Xavi                                            |
| 12-11-2011                                                            | Londra                                                                | Inghilterra                                                           | 1 – 0                                                                 | Spagna                                                                | Amichevole                                                            | -                                                                                        | All:V. Del Bosque Cap:I. Casillas                                     |
| 15-11-2011                                                            | San José                                                              | Costa Rica                                                            | 2 – 2                                                                 | Spagna                                                                | Amichevole                                                            | David Silva David Villa                                                                  | All:V. Del Bosque Cap:I. Casillas                                     |
| 29-2-2012                                                             | Malaga                                                                | Spagna                                                                | 5 – 0                                                                 | Venezuela                                                             | Amichevole                                                            | Andrés Iniesta David Silva 3 Roberto Soldado                                             | All:V. Del Bosque Cap:I. Casillas                                     |
| 26-5-2012                                                             | San Gallo                                                             | Serbia                                                                | 0 – 2                                                                 | Spagna                                                                | Amichevole                                                            | Adrián Santi Cazorla                                                                     | All:V. Del Bosque Cap:I. Casillas                                     |
| 30-5-2012                                                             | Berna                                                                 | Corea del Sud                                                         | 1 – 4                                                                 | Spagna                                                                | Amichevole                                                            | Fernando Torres Xabi Alonso Santi Cazorla Álvaro Negredo                                 | All:V. Del Bosque Cap:X. Alonso                                       |
| 3-6-2012                                                              | Siviglia                                                              | Spagna                                                                | 1 – 0                                                                 | Cina                                                                  | Amichevole                                                            | David Silva                                                                              | All:V. Del Bosque Cap:I. Casillas                                     |
| 10-6-2012                                                             | Danzica                                                               | Spagna                                                                | 1 – 1                                                                 | Italia                                                                | Euro 2012 - 1º Turno                                                  | Cesc Fàbregas                                                                            | All:V. Del Bosque Cap:I. Casillas                                     |
| 14-6-2012                                                             | Danzica                                                               | Spagna                                                                | 4 – 0                                                                 | Irlanda                                                               | Euro 2012 - 1º Turno                                                  | 2 Fernando Torres David Silva Cesc Fàbregas                                              | All:V. Del Bosque Cap:I. Casillas                                     |
| 18-6-2012                                                             | Danzica                                                               | Croazia                                                               | 0 – 1                                                                 | Spagna                                                                | Euro 2012 - 1º Turno                                                  | Jesús Navas                                                                              | All:V. Del Bosque Cap:I. Casillas                                     |
| 23-6-2012                                                             | Donec'k                                                               | Spagna                                                                | 2 – 0                                                                 | Francia                                                               | Euro 2012 - Quarti                                                    | 2 Xabi Alonso                                                                            | All:V. Del Bosque Cap:I. Casillas                                     |
| 27-6-2012                                                             | Donec'k                                                               | Portogallo                                                            | 0 – 0 dts (2-4 dtr)                                                   | Spagna                                                                | Euro 2012 - Semifinale                                                | -                                                                                        | All:V. Del Bosque Cap:I. Casillas                                     |
| 1-7-2012                                                              | Kiev                                                                  | Spagna                                                                | 4 – 0                                                                 | Italia                                                                | Euro 2012 - Finale                                                    | David Silva Jordi Alba Fernando Torres Juan Manuel Mata                                  | 3º titolo europeo All:V. Del Bosque Cap:I. Casillas                   |
| 15-8-2012                                                             | Bayamón                                                               | Porto Rico                                                            | 1 – 2                                                                 | Spagna                                                                | Amichevole                                                            | Santi Cazorla Cesc Fàbregas                                                              | All:V. Del Bosque Cap:X. Alonso                                       |
| 7-9-2012                                                              | Pontevedra                                                            | Spagna                                                                | 5 – 0                                                                 | Arabia Saudita                                                        | Amichevole                                                            | Santi Cazorla 2 Pedro Rodríguez Xavi David Villa                                         | All:V. Del Bosque Cap:F. Torres                                       |
| 11-9-2012                                                             | Tbilisi                                                               | Georgia                                                               | 0 – 1                                                                 | Spagna                                                                | Qual. Mondiali 2014                                                   | Roberto Soldado                                                                          | All:V. Del Bosque Cap:I. Casillas                                     |
| 12-10-2012                                                            | Minsk                                                                 | Bielorussia                                                           | 0 – 4                                                                 | Spagna                                                                | Qual. Mondiali 2014                                                   | Jordi Alba 3 Pedro Rodríguez                                                             | All:V. Del Bosque Cap:I. Casillas                                     |
| 16-10-2012                                                            | Madrid                                                                | Spagna                                                                | 1 – 1                                                                 | Francia                                                               | Qual. Mondiali 2014                                                   | Sergio Ramos                                                                             | All:V. Del Bosque Cap:I. Casillas                                     |
| 14-11-2012                                                            | Panama                                                                | Panama                                                                | 1 – 5                                                                 | Spagna                                                                | Amichevole                                                            | 2 Pedro Rodríguez David Villa Sergio Ramos Markel Susaeta                                | All:V. Del Bosque Cap:D. Villa                                        |
| 6-2-2013                                                              | Doha                                                                  | Uruguay                                                               | 1 – 3                                                                 | Spagna                                                                | Amichevole                                                            | Cesc Fàbregas 2 Pedro Rodríguez                                                          | All:V. Del Bosque Cap:C. Puyol                                        |
| 22-3-2013                                                             | Gijón                                                                 | Spagna                                                                | 1 – 1                                                                 | Finlandia                                                             | Qual. Mondiali 2014                                                   | Sergio Ramos                                                                             | All:V. Del Bosque Cap:S. Ramos                                        |
| 26-3-2013                                                             | Saint-Denis                                                           | Francia                                                               | 0 – 1                                                                 | Spagna                                                                | Qual. Mondiali 2014                                                   | Pedro Rodríguez                                                                          | All:V. Del Bosque Cap:Xavi                                            |
| 8-6-2013                                                              | Miami Gardens                                                         | Haiti                                                                 | 1 – 2                                                                 | Spagna                                                                | Amichevole                                                            | Santi Cazorla Cesc Fàbregas                                                              | All:V. Del Bosque Cap:I. Casillas                                     |
| 11-6-2013                                                             | New York                                                              | Spagna                                                                | 2 – 0                                                                 | Irlanda                                                               | Amichevole                                                            | Roberto Soldado Juan Manuel Mata                                                         | All:V. Del Bosque Cap:Xavi                                            |
| 16-6-2013                                                             | Recife                                                                | Spagna                                                                | 2 – 1                                                                 | Uruguay                                                               | Conf. Cup 2013 - 1º turno                                             | Pedro Rodríguez Roberto Soldado                                                          | All:V. Del Bosque Cap:I. Casillas                                     |
| 20-6-2013                                                             | Rio de Janeiro                                                        | Spagna                                                                | 10 – 0                                                                | Tahiti                                                                | Conf. Cup 2013 - 1º turno                                             | 4 Fernando Torres 2 David Silva 3 David Villa Juan Manuel Mata                           | All:V. Del Bosque Cap:S. Ramos                                        |
| 23-6-2013                                                             | Fortaleza                                                             | Nigeria                                                               | 0 – 3                                                                 | Spagna                                                                | Conf. Cup 2013 - 1º turno                                             | 2 Jordi Alba Fernando Torres                                                             | All:V. Del Bosque Cap:Xavi                                            |
| 27-6-2013                                                             | Fortaleza                                                             | Spagna                                                                | 0 – 0 dts (7-6 dtr)                                                   | Italia                                                                | Conf. Cup 2013 - Semifinale                                           | -                                                                                        | All:V. Del Bosque Cap:I. Casillas                                     |
| 30-6-2013                                                             | Rio de Janeiro                                                        | Brasile                                                               | 3 – 0                                                                 | Spagna                                                                | Conf. Cup 2013 - Finale                                               | -                                                                                        | 2º posto All:V. Del Bosque Cap:I. Casillas                            |
| 14-8-2013                                                             | Guayaquil                                                             | Ecuador                                                               | 0 – 2                                                                 | Spagna                                                                | Amichevole                                                            | Álvaro Negredo Santi Cazorla                                                             | All:V. Del Bosque Cap:I. Casillas                                     |
| 6-9-2013                                                              | Helsinki                                                              | Finlandia                                                             | 0 – 2                                                                 | Spagna                                                                | Qual. Mondiali 2014                                                   | Jordi Alba Álvaro Negredo                                                                | All:V. Del Bosque Cap:I. Casillas                                     |
| 10-9-2013                                                             | Lancy                                                                 | Cile                                                                  | 2 – 2                                                                 | Spagna                                                                | Amichevole                                                            | Roberto Soldado Jesús Navas                                                              | All:V. Del Bosque Cap:Xavi                                            |
| 11-10-2013                                                            | Palma di Maiorca                                                      | Spagna                                                                | 2 – 1                                                                 | Bielorussia                                                           | Qual. Mondiali 2014                                                   | Xavi Álvaro Negredo                                                                      | All:V. Del Bosque Cap:Xavi                                            |
| 15-10-2013                                                            | Albacete                                                              | Spagna                                                                | 2 – 0                                                                 | Georgia                                                               | Qual. Mondiali 2014                                                   | Álvaro Negredo Juan Manuel Mata                                                          | All:V. Del Bosque Cap:I. Casillas                                     |
| 16-11-2013                                                            | Malabo                                                                | Guinea Equatoriale                                                    | 1 – 2                                                                 | Spagna                                                                | Amichevole                                                            | Santi Cazorla Juanfran                                                                   | All:V. Del Bosque Cap:X. Alonso                                       |
| 19-11-2013                                                            | Johannesburg                                                          | Sudafrica                                                             | 1 – 0                                                                 | Spagna                                                                | Amichevole                                                            | -                                                                                        | All:V. Del Bosque Cap: I. Casillas                                    |
| 5-3-2014                                                              | Madrid                                                                | Spagna                                                                | 1 – 0                                                                 | Italia                                                                | Amichevole                                                            | Pedro Rodríguez                                                                          | All:V. Del Bosque Cap:I. Casillas                                     |
| 30-5-2014                                                             | Siviglia                                                              | Spagna                                                                | 2 – 0                                                                 | Bolivia                                                               | Amichevole                                                            | Fernando Torres Andrés Iniesta                                                           | All:V. Del Bosque Cap:Xavi                                            |
| 13-6-2014                                                             | Salvador                                                              | Spagna                                                                | 1 – 5                                                                 | Paesi Bassi                                                           | Mondiali 2014 - 1º Turno                                              | Xabi Alonso                                                                              | All:V. Del Bosque Cap:I. Casillas                                     |
| 18-6-2014                                                             | Rio de Janeiro                                                        | Spagna                                                                | 0 – 2                                                                 | Cile                                                                  | Mondiali 2014 - 1º turno                                              | -                                                                                        | All:V. Del Bosque Cap:I. Casillas                                     |
| 23-6-2014                                                             | Curitiba                                                              | Australia                                                             | 0 – 3                                                                 | Spagna                                                                | Mondiali 2014 - 1º turno                                              | David Villa Juan Manuel Mata Fernando Torres                                             | All:V. Del Bosque Cap:S. Ramos                                        |
| 4-9-2014                                                              | Saint-Denis                                                           | Francia                                                               | 1 – 0                                                                 | Spagna                                                                | Amichevole                                                            | -                                                                                        | All:V. Del Bosque Cap:S. Ramos                                        |
| 8-9-2014                                                              | Valencia                                                              | Spagna                                                                | 5 – 1                                                                 | Macedonia                                                             | Qual. Euro 2016                                                       | Sergio Ramos Paco Alcácer Sergio Busquets David Silva Pedro Rodríguez                    | All:V. Del Bosque Cap:I. Casillas                                     |
| 9-10-2014                                                             | Žilina                                                                | Slovacchia                                                            | 2 – 1                                                                 | Spagna                                                                | Qual. Euro 2016                                                       | Paco Alcácer                                                                             | All:V. Del Bosque Cap:I. Casillas                                     |
| 12-10-2014                                                            | Lussemburgo                                                           | Lussemburgo                                                           | 0 – 4                                                                 | Spagna                                                                | Qual. Euro 2016                                                       | David Silva Paco Alcácer Diego Costa Juan Bernat                                         | All:V. Del Bosque Cap:A. Iniesta                                      |
| 15-11-2014                                                            | Huelva                                                                | Spagna                                                                | 3 – 0                                                                 | Bielorussia                                                           | Qual. Euro 2016                                                       | Isco Sergio Busquets Pedro Rodríguez                                                     | All:V. Del Bosque Cap:I. Casillas                                     |
| 18-11-2014                                                            | Vigo                                                                  | Spagna                                                                | 0 – 1                                                                 | Germania                                                              | Amichevole                                                            | -                                                                                        | All:V. Del Bosque Cap:I. Casillas                                     |
| 27-3-2015                                                             | Siviglia                                                              | Spagna                                                                | 1 – 0                                                                 | Ucraina                                                               | Qual. Euro 2016                                                       | Álvaro Morata                                                                            | All:V. Del Bosque Cap:I. Casillas                                     |
| 31-3-2015                                                             | Amsterdam                                                             | Paesi Bassi                                                           | 2 – 0                                                                 | Spagna                                                                | Amichevole                                                            | -                                                                                        | All:V. Del Bosque Cap:C. Fàbregas                                     |
| 11-6-2015                                                             | León                                                                  | Spagna                                                                | 2 – 1                                                                 | Costa Rica                                                            | Amichevole                                                            | Paco Alcácer Cesc Fàbregas                                                               | All:V. Del Bosque Cap:S. Ramos                                        |
| 14-6-2015                                                             | Barysaŭ                                                               | Bielorussia                                                           | 0 – 1                                                                 | Spagna                                                                | Qual. Euro 2016                                                       | David Silva                                                                              | All:V. Del Bosque Cap:I. Casillas                                     |
| 5-9-2015                                                              | Oviedo                                                                | Spagna                                                                | 2 – 0                                                                 | Slovacchia                                                            | Qual. Euro 2016                                                       | Jordi Alba Andrés Iniesta                                                                | All:V. Del Bosque Cap:I. Casillas                                     |
| 8-9-2015                                                              | Skopje                                                                | Macedonia                                                             | 0 – 1                                                                 | Spagna                                                                | Qual. Euro 2016                                                       | autorete                                                                                 | All:V. Del Bosque Cap:S. Ramos                                        |
| 9-10-2015                                                             | Logroño                                                               | Spagna                                                                | 4 – 0                                                                 | Lussemburgo                                                           | Qual. Euro 2016                                                       | 2 Santi Cazorla 2 Paco Alcácer                                                           | All:V. Del Bosque Cap:I. Casillas                                     |
| 12-10-2015                                                            | Kiev                                                                  | Ucraina                                                               | 0 – 1                                                                 | Spagna                                                                | Qual. Euro 2016                                                       | Mario Gaspar Pérez                                                                       | All:V. Del Bosque Cap:C. Fàbregas                                     |
| 13-11-2015                                                            | Alicante                                                              | Spagna                                                                | 2 – 0                                                                 | Inghilterra                                                           | Amichevole                                                            | Mario Gaspar Pérez Santi Cazorla                                                         | All:V. Del Bosque Cap:I. Casillas                                     |
| 24-3-2016                                                             | Udine                                                                 | Italia                                                                | 1 – 1                                                                 | Spagna                                                                | Amichevole                                                            | Aritz Aduriz                                                                             | All:V. Del Bosque Cap:S. Ramos                                        |
| 27-3-2016                                                             | Cluj-Napoca                                                           | Romania                                                               | 0 – 0                                                                 | Spagna                                                                | Amichevole                                                            | -                                                                                        | All:V. Del Bosque Cap:I. Casillas                                     |
| 29-5-2016                                                             | San Gallo                                                             | Bosnia ed Erzegovina                                                  | 1 – 3                                                                 | Spagna                                                                | Amichevole                                                            | 2 Nolito Pedro Rodríguez                                                                 | All:V. Del Bosque Cap:C. Fàbregas                                     |
| 1-6-2016                                                              | Salisburgo                                                            | Corea del Sud                                                         | 1 – 6                                                                 | Spagna                                                                | Amichevole                                                            | David Silva Cesc Fàbregas 2 Nolito 2 Álvaro Morata                                       | All:V. Del Bosque Cap:I. Casillas                                     |
| 7-6-2016                                                              | Getafe                                                                | Spagna                                                                | 0 – 1                                                                 | Georgia                                                               | Amichevole                                                            | -                                                                                        | All:V. Del Bosque Cap:S. Ramos                                        |
| 13-6-2016                                                             | Tolosa                                                                | Spagna                                                                | 1 – 0                                                                 | Rep. Ceca                                                             | Euro 2016 - 1º Turno                                                  | Gerard Piqué                                                                             | All:V. Del Bosque Cap:S. Ramos                                        |
| 17-6-2016                                                             | Nizza                                                                 | Spagna                                                                | 3 – 0                                                                 | Turchia                                                               | Euro 2016 - 1º Turno                                                  | 2 Álvaro Morata Nolito                                                                   | All:V. Del Bosque Cap:S. Ramos                                        |
| 21-6-2016                                                             | Bordeaux                                                              | Croazia                                                               | 2 – 1                                                                 | Spagna                                                                | Euro 2016 - 1º Turno                                                  | Álvaro Morata                                                                            | All:V. Del Bosque Cap:S. Ramos                                        |
| 27-6-2016                                                             | Saint-Denis                                                           | Italia                                                                | 2 – 0                                                                 | Spagna                                                                | Euro 2016 - Ottavi                                                    | -                                                                                        | All:V. Del Bosque Cap:S. Ramos                                        |
| 1-9-2016                                                              | Bruxelles                                                             | Belgio                                                                | 0 – 2                                                                 | Spagna                                                                | Amichevole                                                            | 2 David Silva                                                                            | All:J. Lopetegui Cap:S. Ramos                                         |
| 5-9-2016                                                              | León                                                                  | Spagna                                                                | 8 – 0                                                                 | Liechtenstein                                                         | Qual. Mondiali 2018                                                   | 2 Diego Costa Sergi Roberto 2 David Silva Vitolo 2 Álvaro Morata                         | All:J. Lopetegui Cap:S. Ramos                                         |
| 6-10-2016                                                             | Torino                                                                | Italia                                                                | 1 – 1                                                                 | Spagna                                                                | Qual. Mondiali 2018                                                   | Vitolo                                                                                   | All:J. Lopetegui Cap:S. Ramos                                         |
| 9-10-2016                                                             | Scutari                                                               | Albania                                                               | 0 – 2                                                                 | Spagna                                                                | Qual. Mondiali 2018                                                   | Diego Costa Nolito                                                                       | All:J. Lopetegui Cap:S. Ramos                                         |
| 12-11-2016                                                            | Granada                                                               | Spagna                                                                | 4 – 0                                                                 | Macedonia                                                             | Qual. Mondiali 2018                                                   | autorete Vitolo Nacho Monreal Aritz Aduriz                                               | All:J. Lopetegui Cap:D. Silva                                         |
| 15-11-2016                                                            | Londra                                                                | Inghilterra                                                           | 2 – 2                                                                 | Spagna                                                                | Amichevole                                                            | Iago Aspas Isco                                                                          | All:J. Lopetegui Cap:D. Silva                                         |
| 24-3-2017                                                             | Gijón                                                                 | Spagna                                                                | 4 – 1                                                                 | Israele                                                               | Qual. Mondiali 2018                                                   | David Silva Vitolo Diego Costa Isco                                                      | All:J. Lopetegui Cap:S. Ramos                                         |
| 28-3-2017                                                             | Saint-Denis                                                           | Francia                                                               | 0 – 2                                                                 | Spagna                                                                | Amichevole                                                            | David Silva Gerard Deulofeu                                                              | All:J. Lopetegui Cap:S. Ramos                                         |
| 7-6-2017                                                              | Murcia                                                                | Spagna                                                                | 2 – 2                                                                 | Colombia                                                              | Amichevole                                                            | David Silva Álvaro Morata                                                                | All:J. Lopetegui Cap:A. Iniesta                                       |
| 11-6-2017                                                             | Skopje                                                                | Macedonia                                                             | 1 – 2                                                                 | Spagna                                                                | Qual. Mondiali 2018                                                   | David Silva Diego Costa                                                                  | All:J. Lopetegui Cap:S. Ramos                                         |
| 2-9-2017                                                              | Madrid                                                                | Spagna                                                                | 3 – 0                                                                 | Italia                                                                | Qual. Mondiali 2018                                                   | 2 Isco Álvaro Morata                                                                     | All:J. Lopetegui Cap:S. Ramos                                         |
| 5-9-2017                                                              | Vaduz                                                                 | Liechtenstein                                                         | 0 – 8                                                                 | Spagna                                                                | Qual. Mondiali 2018                                                   | Sergio Ramos 2 Álvaro Morata Isco David Silva 2 Iago Aspas autorete                      | All:J. Lopetegui Cap:S. Ramos                                         |
| 6-10-2017                                                             | Alicante                                                              | Spagna                                                                | 3 – 0                                                                 | Albania                                                               | Qual. Mondiali 2018                                                   | Rodrigo Isco Thiago Alcántara                                                            | All:J. Lopetegui Cap:S. Ramos                                         |
| 9-10-2017                                                             | Gerusalemme                                                           | Israele                                                               | 0 – 1                                                                 | Spagna                                                                | Qual. Mondiali 2018                                                   | Asier Illarramendi                                                                       | All:J. Lopetegui Cap:S. Ramos                                         |
| 11-11-2017                                                            | Malaga                                                                | Spagna                                                                | 5 – 0                                                                 | Costa Rica                                                            | Amichevole                                                            | Jordi Alba Álvaro Morata 2 David Silva Andrés Iniesta                                    | All:J. Lopetegui Cap:S. Ramos                                         |
| 14-11-2017                                                            | San Pietroburgo                                                       | Russia                                                                | 3 – 3                                                                 | Spagna                                                                | Amichevole                                                            | Jordi Alba 2 Sergio Ramos                                                                | All:J. Lopetegui Cap:S. Ramos                                         |
| 23-3-2018                                                             | Düsseldorf                                                            | Germania                                                              | 1 – 1                                                                 | Spagna                                                                | Amichevole                                                            | Rodrigo                                                                                  | All:J. Lopetegui Cap:S. Ramos                                         |
| 27-3-2018                                                             | Madrid                                                                | Spagna                                                                | 6 – 1                                                                 | Argentina                                                             | Amichevole                                                            | Diego Costa 3 Isco Thiago Alcántara Iago Aspas                                           | All:J. Lopetegui Cap:S. Ramos                                         |
| 3-6-2018                                                              | Vila-real                                                             | Spagna                                                                | 1 – 1                                                                 | Svizzera                                                              | Amichevole                                                            | Álvaro Odriozola                                                                         | All:J. Lopetegui Cap:A. Iniesta                                       |
| 9-6-2018                                                              | Krasnodar                                                             | Tunisia                                                               | 0 – 1                                                                 | Spagna                                                                | Amichevole                                                            | Iago Aspas                                                                               | All:J. Lopetegui Cap:S. Ramos                                         |
| 15-6-2018                                                             | Soči                                                                  | Portogallo                                                            | 3 – 3                                                                 | Spagna                                                                | Mondiali 2018 - 1º turno                                              | 2 Diego Costa Nacho                                                                      | All:F. Hierro Cap:S. Ramos                                            |
| 20-6-2018                                                             | Kazan'                                                                | Iran                                                                  | 0 – 1                                                                 | Spagna                                                                | Mondiali 2018 - 1º turno                                              | Diego Costa                                                                              | All:F. Hierro Cap:S. Ramos                                            |
| 25-6-2018                                                             | Kaliningrad                                                           | Spagna                                                                | 2 – 2                                                                 | Marocco                                                               | Mondiali 2018 - 1º turno                                              | Isco Iago Aspas                                                                          | All:F. Hierro Cap:S. Ramos                                            |
| 1-7-2018                                                              | Mosca                                                                 | Spagna                                                                | 1 – 1 dts (3-4 dtr)                                                   | Russia                                                                | Mondiali 2018 - Ottavi                                                | autorete                                                                                 | All:F. Hierro Cap:S. Ramos                                            |
| 8-9-2018                                                              | Londra                                                                | Inghilterra                                                           | 1 – 2                                                                 | Spagna                                                                | Nations League - 1º Turno                                             | Saúl Ñíguez Rodrigo                                                                      | All:L. Enrique Cap:S. Ramos                                           |
| 11-9-2018                                                             | Elche                                                                 | Spagna                                                                | 6 – 0                                                                 | Croazia                                                               | Nations League - 1º Turno                                             | Saúl Ñíguez Marco Asensio autorete Rodrigo Sergio Ramos Isco                             | All:L. Enrique Cap:S. Ramos                                           |
| 11-10-2018                                                            | Cardiff                                                               | Galles                                                                | 1 – 4                                                                 | Spagna                                                                | Amichevole                                                            | 2 Paco Alcácer Sergio Ramos Marc Bartra                                                  | All:L. Enrique Cap:S. Ramos                                           |
| 15-10-2018                                                            | Siviglia                                                              | Spagna                                                                | 2 – 3                                                                 | Inghilterra                                                           | Nations League - 1º Turno                                             | Paco Alcácer Sergio Ramos                                                                | All:L. Enrique Cap:S. Ramos                                           |
| 15-11-2018                                                            | Zagabria                                                              | Croazia                                                               | 3 – 2                                                                 | Spagna                                                                | Nations League - 1º Turno                                             | Dani Ceballos Sergio Ramos                                                               | All:L. Enrique Cap:S. Ramos                                           |
| 18-11-2018                                                            | Las Palmas de Gran Canaria                                            | Spagna                                                                | 1 – 0                                                                 | Bosnia ed Erzegovina                                                  | Amichevole                                                            | Brais Méndez                                                                             | All:L. Enrique Cap:Isco                                               |
| 23-3-2019                                                             | Valencia                                                              | Spagna                                                                | 2 – 1                                                                 | Norvegia                                                              | Qual. Euro 2020                                                       | Rodrigo Sergio Ramos                                                                     | All:L. Enrique Cap:S. Ramos                                           |
| 26-3-2019                                                             | Ta' Qali                                                              | Malta                                                                 | 0 – 2                                                                 | Spagna                                                                | Qual. Euro 2020                                                       | 2 Álvaro Morata                                                                          | All:L. Enrique Cap:S. Ramos                                           |
| 7-6-2019                                                              | Tórshavn                                                              | Fær Øer                                                               | 1 – 4                                                                 | Spagna                                                                | Qual. Euro 2020                                                       | Sergio Ramos Jesús Navas autorete José Gayá                                              | All:L. Enrique Cap:S. Ramos                                           |
| 10-6-2019                                                             | Madrid                                                                | Spagna                                                                | 3 – 0                                                                 | Svezia                                                                | Qual. Euro 2020                                                       | Sergio Ramos Álvaro Morata Mikel Oyarzabal                                               | All:L. Enrique Cap:S. Ramos                                           |
| 5-9-2019                                                              | Bucarest                                                              | Romania                                                               | 1 – 2                                                                 | Spagna                                                                | Qual. Euro 2020                                                       | Sergio Ramos Paco Alcácer                                                                | All:R. Moreno Cap:S. Ramos                                            |
| 8-9-2019                                                              | Gijón                                                                 | Spagna                                                                | 4 – 0                                                                 | Fær Øer                                                               | Qual. Euro 2020                                                       | 2 Rodrigo 2 Paco Alcácer                                                                 | All:R. Moreno Cap:S. Ramos                                            |
| 12-10-2019                                                            | Oslo                                                                  | Norvegia                                                              | 1 – 1                                                                 | Spagna                                                                | Qual. Euro 2020                                                       | Saúl                                                                                     | All:R. Moreno Cap:S. Ramos                                            |
| 15-10-2019                                                            | Solna                                                                 | Svezia                                                                | 1 – 1                                                                 | Spagna                                                                | Qual. Euro 2020                                                       | Rodrigo                                                                                  | All:R. Moreno Cap:R. Albiol                                           |
| 15-11-2019                                                            | Cadice                                                                | Spagna                                                                | 7 – 0                                                                 | Malta                                                                 | Qual. Euro 2020                                                       | Álvaro Morata Santi Cazorla Pau Torres Pablo Sarabia Dani Olmo Gerard Moreno Jesús Navas | All:R. Moreno Cap:S. Ramos                                            |
| 18-11-2019                                                            | Madrid                                                                | Spagna                                                                | 5 – 0                                                                 | Romania                                                               | Qual. Euro 2020                                                       | Fabián Ruiz 2 Gerard Moreno autorete Mikel Oyarzabal                                     | All:R. Moreno Cap:S. Ramos                                            |
| 3-9-2020                                                              | Stoccarda                                                             | Germania                                                              | 1 – 1                                                                 | Spagna                                                                | Nations League - 1º Turno                                             | José Luis Gayà                                                                           | All:L. Enrique Cap:S. Ramos                                           |
| 6-9-2020                                                              | Madrid                                                                | Spagna                                                                | 4 – 0                                                                 | Ucraina                                                               | Nations League - 1º Turno                                             | 2 Sergio Ramos Ansu Fati Ferrán Torres                                                   | All:L. Enrique Cap:S. Ramos                                           |
| 7-10-2020                                                             | Lisbona                                                               | Portogallo                                                            | 0 – 0                                                                 | Spagna                                                                | Amichevole                                                            | -                                                                                        | All:L. Enrique Cap:S. Busquets                                        |
| 10-10-2020                                                            | Madrid                                                                | Spagna                                                                | 1 – 0                                                                 | Svizzera                                                              | Nations League - 1º Turno                                             | Mikel Oyarzabal                                                                          | All:L. Enrique Cap:S. Ramos                                           |
| 13-10-2020                                                            | Kiev                                                                  | Ucraina                                                               | 1 – 0                                                                 | Spagna                                                                | Nations League - 1º Turno                                             | -                                                                                        | All:L. Enrique Cap:S. Ramos                                           |
| 11-11-2020                                                            | Amsterdam                                                             | Paesi Bassi                                                           | 1 – 1                                                                 | Spagna                                                                | Amichevole                                                            | Sergio Canales                                                                           | All:L. Enrique Cap:Koke                                               |
| 14-11-2020                                                            | Basilea                                                               | Svizzera                                                              | 1 – 1                                                                 | Spagna                                                                | Nations League - 1º Turno                                             | Gerard Moreno                                                                            | All:L. Enrique Cap:S. Ramos                                           |
| 17-11-2020                                                            | Siviglia                                                              | Spagna                                                                | 6 – 0                                                                 | Germania                                                              | Nations League - 1º Turno                                             | Álvaro Morata 3 Ferrán Torres Rodri Mikel Oyarzabal                                      | All:L. Enrique Cap:S. Ramos                                           |
| Totale                                                                |                                                                       | Presenze                                                              | 122                                                                   |                                                                       | Reti                                                                  | 287                                                                                      |                                                                       |

## Partite dal 2021 al 2030
| Cronologia completa delle presenze e delle reti in nazionale ― Spagna | Cronologia completa delle presenze e delle reti in nazionale ― Spagna | Cronologia completa delle presenze e delle reti in nazionale ― Spagna | Cronologia completa delle presenze e delle reti in nazionale ― Spagna | Cronologia completa delle presenze e delle reti in nazionale ― Spagna | Cronologia completa delle presenze e delle reti in nazionale ― Spagna | Cronologia completa delle presenze e delle reti in nazionale ― Spagna       | Cronologia completa delle presenze e delle reti in nazionale ― Spagna |
| Data                                                                  | Città                                                                 | In casa                                                               | Risultato                                                             | Ospiti                                                                | Competizione                                                          | Reti                                                                        | Note                                                                  |
| --------------------------------------------------------------------- | --------------------------------------------------------------------- | --------------------------------------------------------------------- | --------------------------------------------------------------------- | --------------------------------------------------------------------- | --------------------------------------------------------------------- | --------------------------------------------------------------------------- | --------------------------------------------------------------------- |
| 25-03-2021                                                            | Granada                                                               | Spagna                                                                | 1 – 1                                                                 | Grecia                                                                | Qual. Mondiali 2022                                                   | Álvaro Morata                                                               | All:L. Enrique Cap:S. Ramos                                           |
| 28-03-2021                                                            | Bucarest                                                              | Georgia                                                               | 1 – 2                                                                 | Spagna                                                                | Qual. Mondiali 2022                                                   | Ferrán Torres Dani Olmo                                                     | All:L. Enrique Cap:S. Busquets                                        |
| 31-03-2021                                                            | Siviglia                                                              | Spagna                                                                | 3 – 1                                                                 | Kosovo                                                                | Qual. Mondiali 2022                                                   | Dani Olmo Ferrán Torres Gerard Moreno                                       | All:L. Enrique Cap:S. Busquets                                        |
| 04-06-2021                                                            | Madrid                                                                | Spagna                                                                | 0 – 0                                                                 | Portogallo                                                            | Amichevole                                                            | -                                                                           | All:L. Enrique Cap:S. Busquets                                        |
| 14-06-2021                                                            | Siviglia                                                              | Spagna                                                                | 0 – 0                                                                 | Svezia                                                                | Euro 2020                                                             | -                                                                           | All:L. Enrique Cap:Jordi Alba                                         |
| 19-06-2021                                                            | Siviglia                                                              | Spagna                                                                | 1 – 1                                                                 | Polonia                                                               | Euro 2020                                                             | Álvaro Morata                                                               | All:L. Enrique Cap:Jordi Alba                                         |
| 23-06-2021                                                            | Siviglia                                                              | Slovacchia                                                            | 0 – 5                                                                 | Spagna                                                                | Euro 2020                                                             | Autogol Aymeric Laporte Pablo Sarabia Ferrán Torres Autogol                 | All:L. Enrique Cap:S. Busquets                                        |
| 28-06-2021                                                            | Copenaghen                                                            | Croazia                                                               | 3 – 5 dts                                                             | Spagna                                                                | Euro 2020 - Ottavi                                                    | Pablo Sarabia César Azpilicueta Ferrán Torres Álvaro Morata Mikel Oyarzabal | All:L. Enrique Cap:S. Busquets                                        |
| 02-07-2021                                                            | San Pietroburgo                                                       | Svizzera                                                              | 1 – 1 dts (1-3 dtr)                                                   | Spagna                                                                | Euro 2020 - Quarti                                                    | Autogol                                                                     | All:L. Enrique Cap:S. Busquets                                        |
| 06-07-2021                                                            | Londra                                                                | Italia                                                                | 1 – 1 (5-3 dtr)                                                       | Spagna                                                                | Euro 2020 - Semifinale                                                | Álvaro Morata                                                               | All:L. Enrique Cap:S. Busquets                                        |
| 02-09-2021                                                            | Stoccolma                                                             | Svezia                                                                | 2 – 1                                                                 | Spagna                                                                | Qual. Mondiali 2022                                                   | Carlos Soler                                                                | All:L. Enrique Cap:S. Busquets                                        |
| 06-09-2021                                                            | Badajoz                                                               | Spagna                                                                | 4 – 0                                                                 | Georgia                                                               | Qual. Mondiali 2022                                                   | José Gayá Carlos Soler Ferrán Torres Pablo Sarabia                          | All:L. Enrique Cap:S. Busquets                                        |
| 08-09-2021                                                            | Pristina                                                              | Kosovo                                                                | 0 – 2                                                                 | Spagna                                                                | Qual. Mondiali 2022                                                   | Pablo Fornals Ferrán Torres                                                 | All:L. Enrique Cap:S. Busquets                                        |
| 06-10-2021                                                            | Milano                                                                | Italia                                                                | 1 – 2                                                                 | Spagna                                                                | Nations League - semifinale                                           | 2 Ferrán Torres                                                             | All:L. Enrique Cap:S. Busquets                                        |
| 10-10-2021                                                            | Milano                                                                | Spagna                                                                | 1 – 2                                                                 | Francia                                                               | Nations League - finale                                               | Mikel Oyarzabal                                                             | All:L. Enrique Cap:S. Busquets                                        |
| 11-11-2021                                                            | Atene                                                                 | Grecia                                                                | 0 – 1                                                                 | Spagna                                                                | Qual. Mondiali 2022                                                   | Pablo Sarabia                                                               | All:L. Enrique Cap:S. Busquets                                        |
| 14-11-2021                                                            | Siviglia                                                              | Spagna                                                                | 1 – 0                                                                 | Svezia                                                                | Qual. Mondiali 2022                                                   | Álvaro Morata                                                               | All:L. Enrique Cap:S. Busquets                                        |
| 26-3-2022                                                             | Cornellà de Llobregat                                                 | Spagna                                                                | 1 – 0                                                                 | Albania                                                               | Amichevole                                                            | Ferrán Torres Dani Olmo                                                     | All:L. Enrique Cap:Á. Morata                                          |
| 29-3-2022                                                             | La Coruña                                                             | Spagna                                                                | 5 – 0                                                                 | Islanda                                                               | Amichevole                                                            | 2 Álvaro Morata Yeremi Pino 2 Pablo Sarabia                                 | All:L. Enrique Cap:Á. Morata                                          |
| 2-6-2022                                                              | Siviglia                                                              | Spagna                                                                | 1 – 1                                                                 | Portogallo                                                            | Nations League - 1º turno                                             | Álvaro Morata                                                               | All:L. Enrique Cap:S. Busquets                                        |
| 5-6-2022                                                              | Praga                                                                 | Rep. Ceca                                                             | 2 – 2                                                                 | Spagna                                                                | Nations League - 1º turno                                             | Gavi Iñigo Martínez                                                         | All:L. Enrique Cap:Koke                                               |
| 9-6-2022                                                              | Ginevra                                                               | Svizzera                                                              | 0 – 1                                                                 | Spagna                                                                | Nations League - 1º turno                                             | Pablo Sarabia                                                               | All:L. Enrique Cap:S. Busquets                                        |
| 12-6-2022                                                             | Malaga                                                                | Spagna                                                                | 2 – 0                                                                 | Rep. Ceca                                                             | Nations League - 1º Turno                                             | Carlos Soler Pablo Sarabia                                                  | All:L. Enrique Cap:Koke                                               |
| 24-9-2022                                                             | Saragozza                                                             | Spagna                                                                | 1 – 2                                                                 | Svizzera                                                              | Nations League - 1º turno                                             | Jordi Alba                                                                  | All:L. Enrique Cap:S. Busquets                                        |
| 27-9-2022                                                             | Braga                                                                 | Portogallo                                                            | 0 – 1                                                                 | Spagna                                                                | Nations League - 1º turno                                             | Álvaro Morata                                                               | All:L. Enrique Cap:Koke                                               |
| 23-11-2022                                                            | Doha                                                                  | Spagna                                                                | 7 – 0                                                                 | Costa Rica                                                            | Mondiali 2022 - 1º turno                                              | Dani Olmo Marco Asensio 2 Ferrán Torres Gavi Carlos Soler Álvaro Morata     | All:L. Enrique Cap:S. Busquets                                        |
| 27-11-2022                                                            | Al Khor                                                               | Spagna                                                                | 1 – 1                                                                 | Germania                                                              | Mondiali 2022 - 1º turno                                              | Álvaro Morata                                                               | All:L. Enrique Cap:S. Busquets                                        |
| 1-12-2022                                                             | Al Rayyan                                                             | Giappone                                                              | 2 – 1                                                                 | Spagna                                                                | Mondiali 2022 - 1º turno                                              | Álvaro Morata                                                               | All:L. Enrique Cap:S. Busquets                                        |
| 6-12-2022                                                             | Al Rayyan                                                             | Marocco                                                               | 0 – 0 dts (3-0 dtr)                                                   | Spagna                                                                | Mondiali 2022 - Quarti                                                | -                                                                           | All:L. Enrique Cap:S. Busquets                                        |
| 25-3-2023                                                             | Malaga                                                                | Spagna                                                                | 3 – 0                                                                 | Norvegia                                                              | Qual. Euro 2024                                                       | Dani Olmo 2 Joselu                                                          | All:L. de la Fuente Cap:Á. Morata                                     |
| 28-3-2023                                                             | Glasgow                                                               | Scozia                                                                | 2 – 0                                                                 | Spagna                                                                | Qual. Euro 2024                                                       | -                                                                           | All:L. de la Fuente Cap:Á. Morata                                     |
| 15-06-2023                                                            | Enschede                                                              | Spagna                                                                | 2 – 1                                                                 | Italia                                                                | Nations League - semifinale                                           | Yéremi Pino Jesuli                                                          | All:L. de la Fuente Cap:J. Navas                                      |
| 18-06-2023                                                            | Feijenoord                                                            | Croazia                                                               | 0 – 0 dts (4-5 dtr)                                                   | Spagna                                                                | UEFA Nations League 2022-2023 - Finale                                | -                                                                           | All:L. de la Fuente Cap:J. Alba                                       |
| 8-9-2023                                                              | Tbilisi                                                               | Georgia                                                               | 1 – 7                                                                 | Spagna                                                                | Qual. Euro 2024                                                       | 3 Á. Morata Autogol Dani Olmo Williams Yamal                                | All:L. de la Fuente Cap:Á. Morata                                     |
| 12-9-2023                                                             | Granada                                                               | Spagna                                                                | 6 – 0                                                                 | Cipro                                                                 | Qual. Euro 2024                                                       | Gavi Mikel Merino Joselu 2 Ferrán Torres Álex Baena                         | All:L. de la Fuente Cap:Á. Morata                                     |
| 12-10-2023                                                            | Granada                                                               | Spagna                                                                | 2 – 0                                                                 | Scozia                                                                | Qual. Euro 2024                                                       | Álvaro Morata Oihan Sancet                                                  | All:L. de la Fuente Cap:Á. Morata                                     |
| 15-10-2023                                                            | Oslo                                                                  | Norvegia                                                              | 0 – 1                                                                 | Spagna                                                                | Qual. Euro 2024                                                       | Gavi                                                                        | All:L. de la Fuente Cap:Á. Morata                                     |
| 16-11-2023                                                            | Kolossi                                                               | Cipro                                                                 | 1 – 3                                                                 | Spagna                                                                | Qual. Euro 2024                                                       | Lamine Yamal Mikel Oyarzabal Joselu                                         | All:L. de la Fuente Cap:J. Navas                                      |
| 19-11-2023                                                            | Granada                                                               | Spagna                                                                | 3 – 1                                                                 | Scozia                                                                | Qual. Euro 2024                                                       | Robin Le Normand Ferrán Torres Autogol                                      | All:L. de la Fuente Cap:Á. Morata                                     |
| Totale                                                                |                                                                       | Presenze                                                              | 38                                                                    |                                                                       | Reti                                                                  | 75                                                                          |                                                                       |